# Никагор (софист)
Никагор (лат. Nicagoras) — римский ритор и софист, жил в III веке н. э.
Сын ритора Мусея из Афин, отец софиста Минукиана и дед неоплатоника Никагора.
Друг Филострата и Лонгина. Был главой афинской кафедры риторики.
Процветал при императоре Филиппе I Арабе (244—249).
Произведения Никагора не сохранились.